# Franz Glaser (Ingenieur)
Franz Glaser (geboren am 17. November 1895 in Wien, Österreich-Ungarn; vermisst seit 23. September 1949) war ein österreichischer Bauingenieur und Hochschullehrer.

## Wirken
Nach dem Schulbesuch promovierte Glaser am 20. Dezember 1921 an der Technischen Hochschule Wien zum Dr.-Ing. Zum 1. November 1941 erhielt er an der Deutschen Technischen Hochschule Prag eine Professur für Bauingenieurwesen. Zu dieser Zeit war er bereits Mitglied der NSDAP (Mitgliedsnummer 7.683.456) und des NS-Bundes Deutscher Technik.
Nach dem Zweiten Weltkrieg musste er die wiedergegründete Tschechoslowakei verlassen. Er wurde 1949 von der sowjetischen Besatzungsmacht in Wien verhaftet und gilt seitdem als vermisst.